# 净梵寺大殿
净梵寺大殿，位于山西省运城市新绛县泽掌镇泽掌村东南100米高丘台地之上，现为泽掌中学占用。是中华人民共和国山西省文物保护单位之一。

## 历史
净梵寺创建于宋嘉祐八年(1063年)。明洪武九年（1376年）、成化七年（1471年）、天启二年（1622年）、清康熙二十六年（1687年）、乾隆十九年（1745年）重修。

## 建筑
净梵寺坐北向南，前后两进，拾级而上。原有前殿、献亭、以及左右两侧的配殿、耳殿，已毁于文化大革命期间，现仅存大殿，为元代风格，建于1米余高的砖砌台基上。面阔五间，进深六椽，面积达250平方米。单檐悬山顶，五铺作双下昂斗拱，补间斗拱五朵。

## 保护
2004年6月10日，净梵寺大殿公布为山西省文物保护单位，古建筑类，编号4-82。